# Furlbachtal
Das Furlbachtal ist ein 205 ha großes Naturschutzgebiet in der Senne in Nordrhein-Westfalen (offizieller Name: „Schluchten und Moore am oberen Furlbach“). 121 ha liegen auf dem Gemeindegebiet von Schloß Holte-Stukenbrock im Kreis Gütersloh, 84 ha gehören zu Augustdorf im Kreis Lippe.

## Furlbach
Durch das Tal fließt der 14,6 km lange Furlbach. Er ist ein rechter Nebenfluss der Ems, der bei Augustdorf in der oberen Senne entspringt und südlich von Kaunitz in die Ems mündet. Der Furlbach entwässert ein Gebiet mit einer Fläche von 48,6 km². Es gibt nicht eine einzige Quelle des Furlbachs, sein Quellgebiet liegt in einem großen Dünenbogen, wobei das Wasser an vielen Stellen zu Tage tritt.

## Flora und Fauna
Das Naturschutzgebiet (geführt mit den Nummern GT-002 und LIP-018) ist fast vollständig bewaldet. Während am Furlbach Eichen, Buchen, Birken und Erlen wachsen, ist die Vegetation auf den Binnendünen von Kiefern geprägt. Seltenere Pflanzenarten, die im Furlbachtal wachsen, sind z. B. Sonnentau, Rosmarinheide, Moosbeeren und Wollgras in den Mooren, Rauschbeere, Königsfarn, Keulen-Bärlapp und Kleines Wintergrün in den Kiefern-Mischwäldern oder Siebenstern und Riesen-Schachtelhalm an den Furlbachquellen.
Der urwaldartige Zustand des Gebiets bietet ideale Lebensbedingungen für Vogelarten wie Schwarz- und Buntspecht, Wasseramsel, Eisvogel, Hohltaube, Waldschnepfe oder Gebirgsstelze. Wegen der guten Wasserqualität stellt der Furlbach ein wichtiges Fortpflanzungsgewässer für die gefährdeten Fischarten Groppe und Bachneunauge dar. Bachforellen sind hier ebenso anzutreffen wie Grünfrösche und Erdkröten. In den Mooren finden mit der Torf-Mosaikjungfer und der Kleinen Moosjungfer zwei stark gefährdete Libellenarten gute Lebensbedingungen.

## Geschichte

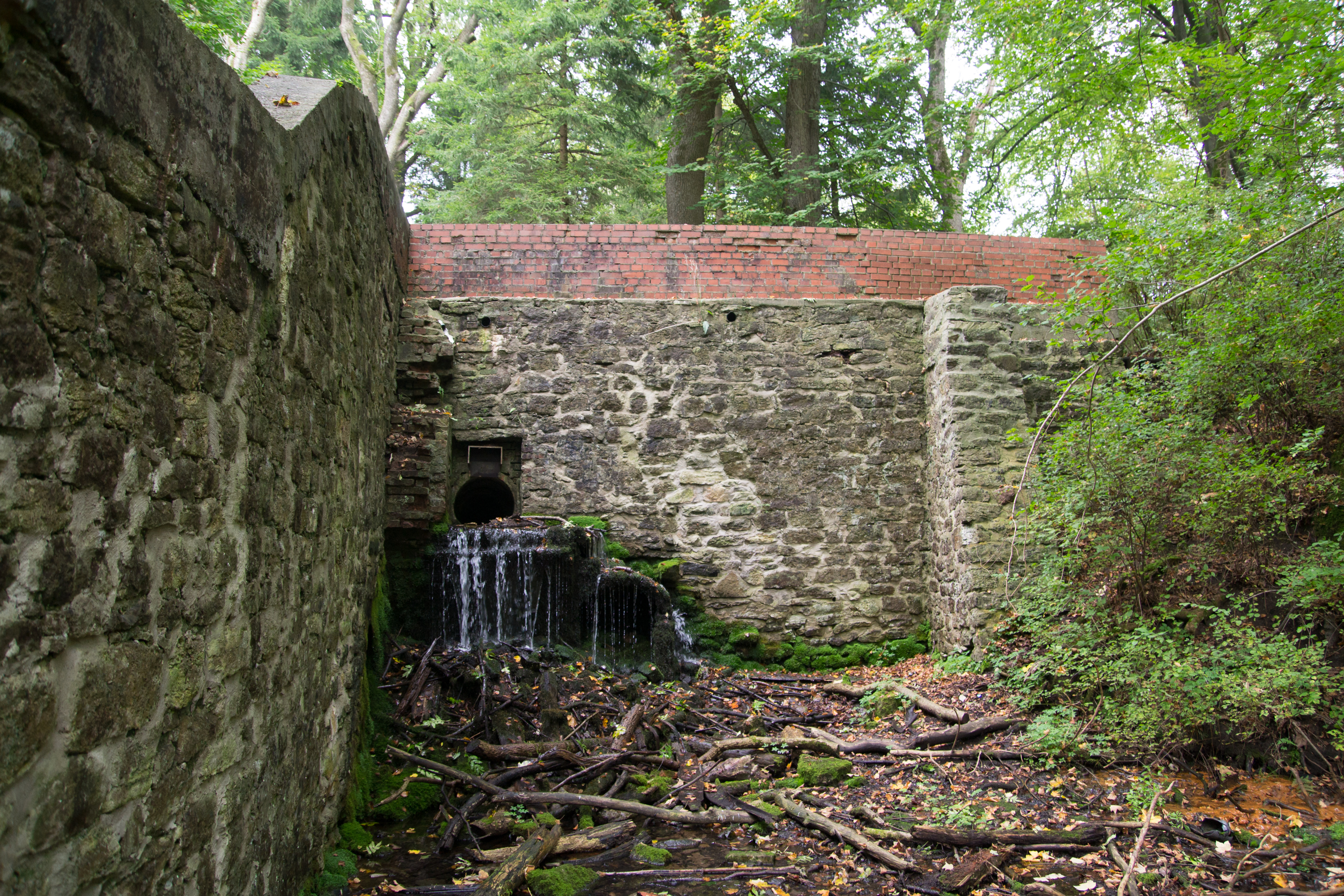
Ehemalige Tütgemühle

Für die Herstellung von Dachziegeln wurde im Furlbachtal früher Torf abgegraben, um die stauende Tonschicht abbauen zu können. Nach Beendigung des Abbaus lief Regenwasser in die Tonmulden – an dieser Stelle entstanden die so genannten Bentteiche, heute ein wertvolles Biotop.
Bereits am Oberlauf ist die Abflussmenge des Furlbaches so groß, dass dort 1849 eine Wassermühle, die Tütgemühle errichtet wurde. Sie wurde bis 1925 betrieben, ab 1951 als Landschulheim genutzt und 1978 abgebrochen.
Bereits 1937 wurden 17,5 ha im Furlbachtal (damals im Kreis Paderborn gelegen) als Naturschutzgebiet eingetragen. Am 11. März 1991 wurde das Schutzgebiet durch den Landschaftsplan Senne auf die heutige Größe erweitert. Seit 2004 ist das Gebiet Bestandteil des europaweiten Netzwerks Natura 2000.

## Nutzung
Das Furlbachtal dient als Naherholungsgebiet für die Städte Bielefeld und Paderborn. Es gibt zwei Rundwanderwege. Führungen entlang eines naturkundlichen Lehrpfads bietet das Naturschutzzentrum-Senne der Biologischen Station Kreis Paderborn-Senne an, die für die Pflege des Furlbachtals zuständig ist.
Die Niederschlagsmenge in der Region ist mit bis zu 900 mm pro Jahr relativ hoch. Die Stadtwerke Bielefeld gewinnen im Furlbachtal seit 1979 aus insgesamt neun Brunnen (einem Tiefbrunnen, der Wasser aus über 400 m Tiefe fördert, und acht oberflächennahen Brunnen) rund eine Million Kubikmeter Trinkwasser pro Jahr. Ein Pumpwerk pumpt das Trinkwasser über Fernwasserleitungen nach Bielefeld.